# Agostinho Francisco Benassi
Dom Agostinho Francisco Benassi (Rio de Janeiro, 17 de novembro de 1868 – Niterói, 26 de janeiro de 1927) foi um bispo católico brasileiro. Divisa:"In veritate et caritate" (Na Verdade e na Caridade).
Fez seus primeiros estudos no Seminário de São José e Colégio São Luís, de Itu, São Paulo. Ordenado sacerdote a 23 de maio de 1891, foi pároco da igreja da Candelária, Petrópolis e Engenho Velho. Professor no Seminário, Cônego da Catedral (1900). Durante o curto período (1902) da "sede vacante", com a transferência de D. Francisco do Rego Maia para Belém do Pará, foi Vigário Capitular (sede em Petrópolis).
O Papa Pio X transfere a sede fluminense novamente para Niterói (25 de fevereiro de 1908) e o cônego Benassi é eleito bispo (20 de março), recebendo a ordenação episcopal do Cardeal Arcoverde (10 de maio). Foi entronizado a 24 de maio. Sendo o primeiro bispo a governar efetivamente, "in loco", a diocese de Niterói. A igreja de São João Batista foi elevada à dignidade de Catedral. Fundou e dirigiu como Reitor o Seminário diocesano, instituiu o patrimônio da mitra e construiu o Paço Episcopal, além de diversas obras de caráter social.
Pronunciou vibrantes discursos e sermões e publicou inúmeras Pastorais. Por sua iniciativa a Santa Sé criou as dioceses de Campos dos Goytacazes e Barra do Piraí, desmembradas do território niteroiense, como também seria criada a diocese de Valença, desmembrada das dioceses de Niterói e Barra do Piraí.